# Броніславув (Серадзький повіт)
Бжежьно (пол. Bronisławów) — село в Польщі, у гміні Бжезньо Серадзького повіту Лодзинського воєводства.
Населення — 331 особа (2011).
У 1975-1998 роках село належало до Серадзького воєводства.

## Демографія
Демографічна структура станом на 31 березня 2011 року:
|          | Загалом | Допрацездатний вік | Працездатний вік | Постпрацездатний вік |
| -------- | ------- | ------------------ | ---------------- | -------------------- |
| Чоловіки | 167     | 37                 | 108              | 22                   |
| Жінки    | 164     | 27                 | 97               | 40                   |
| Разом    | 331     | 64                 | 205              | 62                   |